# Ильинич, Николай Николаевич

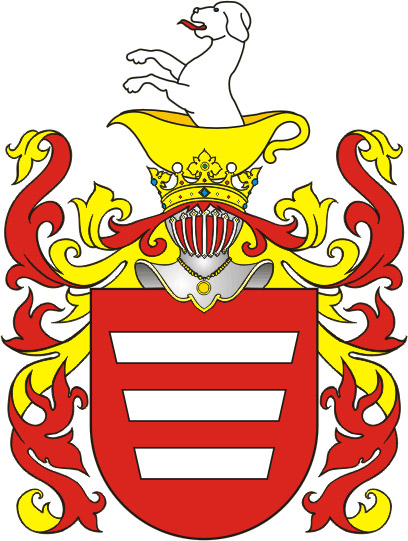
Герб «Корчак»

Николай Николаевич Ильинич (ум. 1536) — сын Николая Ивановича Ильинича, наместника минского (1494), маршалка дворного литовского (1495), наместника смоленского (1499—1500).
Представитель магнатского рода Ильиничей герба «Корчак», известного в Великом княжестве Литовском в XV—XVI веках. Внук наместника дрохичинского (ок. 1475), витебского (1481), смоленского (1486—1490) Ивана (Ивашки) Ильинича.
Никаких государственных должностей не занимал, был жестокого характера, отдавался пьянству, потерял почти всё своё состояние. В 1516 году пан Александр Солтанович подал жалобу на Николая Ильинича за наезд на его двор, убийство дворовых людей и кражу хлеба.
Николай Ильинич был женат на Елизавете Якубовне Немиричанке и в браке с ней прижил двух сыновей: Ивана (Яна) и Щасного, которые также не играли существенной роли в делах государства и дочь Анну, жену Яна Гедройца.
Вдова Николая Ильинича жила долго и даже пережила обоих своих сыновей.